# Lithothamnium
Lithothamnium nom. rejic., rod crvenih algi iz porodice Lithophyllaceae. Vodi se kao sinonim za rod Lithophyllum, ali je još jedna vrsta taksonomski priznata, to je L. gracilis Philippi.
Rod je opisan 1837. godine.